# Kristi Terzian
Kristi Terzian (Sanger (California), 22 aprile 1967) è un'ex sciatrice alpina statunitense, vincitrice della Nor-Am Cup nel 1993.

## Biografia
Polivalente originaria di Sanger, la Terzian debuttò in campo internazionale in occasione dei Mondiali juniores di Sugarloaf 1984; in Coppa del Mondo ottenne il primo piazzamento il 9 agosto 1989 a Las Leñas in supergigante (15ª) e l'unico podio il 10 marzo 1990 a Stranda in slalom gigante (2ª): in quella stagione 1989-1990 andò a punti in 15 delle 17 gare disputate, stabilendo così un primato nazionale. Nella stagione 1992-1993 vinse la Nor-Am Cup; prese per l'ultima volta il via in Coppa del Mondo il 5 febbraio 1994 a Sierra Nevada in slalom speciale (17ª) e si ritirò al termine della stagione 1994-1995: la sua ultima gara fu lo slalom speciale dei Campionati statunitensi 1995, disputato il 27 marzo a Park City e chiuso dalla Terzian al 6º posto. Non prese parte a rassegne olimpiche o iridate.

## Palmarès

### Coppa del Mondo
- Miglior piazzamento in classifica generale: 17ª nel 1990
- 1 podio:
  - 1 secondo posto

### Coppa Europa
- Miglior piazzamento in classifica generale: 7ª nel 1989

### Nor-Am Cup
- Vincitrice della Nor-Am Cup nel 1993[1]
- Vincitrice della classifica di slalom speciale nel 1993[1]

### Campionati statunitensi
- 6 medaglie (dati parziali fino alla stagione 1994-1995):
  - 3 ori (slalom gigante[2] nel 1990; slalom speciale[1][2] nel 1993; slalom speciale[2] nel 1994)
  - 1 argento (combinata[3] nel 1989)
  - 2 bronzi (supergigante, slalom gigante[3] nel 1989)